# Ezequiel Calvente
Ezequiel Calvente Criado (Melilla, 1991. január 12. –) spanyol labdarúgó, posztját tekintve középpályás. 2018. december 7-én közös megegyezéssel szerződést bontott a Debrecen csapatával.

## Sikerei, díjai
Real Betis:
- Segunda División bajnok: 2010–11

Válogatott:
- U19-es labdarúgó-Európa-bajnokság ezüstérmes: 2010
- U20-as labdarúgó-világbajnokság negyeddöntős: 2011